# Armadillidium esterelanum
Armadillidium esterelanum är en kräftdjursart som beskrevs av Dollfus 1887. Armadillidium esterelanum ingår i släktet Armadillidium och familjen klotgråsuggor. Inga underarter finns listade i Catalogue of Life.